# Pharaoh (rapper)
Pharaoh, pseudonimo di Gleb Gennad'evič Golubin (in russo Глеб Геннадьевич Голубин?; Mosca, 30 gennaio 1996), è un rapper russo.

## Biografia
Originario di Mosca, ha frequentato la Fakul'tet Žurnalnstiki MGU e ha citato Kurt Cobain, Marilyn Manson e Kid Cudi come musicisti preferiti.
È salito al grande pubblico con la pubblicazione di vari mixtape, fra cui Phuneral, messo in commercio nel 2018, che ha esordito nella top 40 della classifica lettone redatta dalla LaIPA. Nello stesso anno è uscito il singolo Ne po puti, che ha fatto il proprio ingresso in top five nella hit parade dei singoli lettone e al 33º posto della Eesti Tipp-40. La popolarità riscontrata nel 2018 gli è valsa una candidatura agli MTV Europe Music Awards come miglior artista di MTV Russia.
Il terzo album in studio del rapper Pravilo, distribuito nel 2020, ha esordito nelle graduatorie dei dischi di Lettonia e Estonia, rispettivamente alla 13ª e alla 14ª posizione. A fine anno è risultato il 10º album più riprodotto su VK Muzyka, la seconda principale piattaforma streaming russa.
L'anno successivo è stato pubblicato il quarto disco dell'artista, Million Dollar Depression, promosso dal tour omonimo.

## Discografia

### Album in studio
- 2015 – Rage Mode (con I61)
- 2016 – Plakšeri (con Boulevard Depo)
- 2020 – Pravilo
- 2021 – Million Dollar Depression
- 2022 – Philarmonia
- 2023 – Phrequency
- 2025 – 10:13

### EP
- 2015 – Paywall (con Boulevard Depo)
- 2016 – Konditerskaja (con LSP)

### Mixtape
- 2014 – Čadžet
- 2014 – Phlora
- 2015 – Dolor
- 2016 – Phosphor
- 2017 – Pink Phloyd
- 2018 – Phuneral

### Singoli
- 2015 – 404
- 2015 – Black Siemens
- 2016 – X-Ray
- 2016 – Champagne Squirt (feat. Boulevard Depo)
- 2016 – Kozlovskij (con I61, Techno e Acid Drop King)
- 2016 – Homeless God (feat. Jeembo)
- 2017 – Geroj (feat. Mnogoznaal & Noggano)
- 2017 – Unplugged (feat. White Punk & Noa)
- 2017 – Diko, naprimer
- 2017 – Pronto (con Techno)
- 2017 – Moj angel ubil sebja, ja ne uspel s nim poproščat'sja
- 2017 – Chainsaw (con Jeembo)
- 2017 – Caramel
- 2017 – Glušitel' (con Lil Morti)
- 2018 – Ubijca
- 2018 – Uzy moba
- 2018 – Na Lune
- 2018 – Smart
- 2018 – Ne po puti
- 2019 – Amnezija (con LSP)
- 2020 – Kljukva RMX (con Grjaz' e LSP)
- 2020 – Boom Boom (con Loboda)
- 2021 – Akid (feat. Mnogoznaal)
- 2022 – Challivud chous
- 2024 – Cvet zolota
- 2024 – Omega (con Destroy Lonely)
- 2025 – Delaj čto možeš' (con Diana Arbenina)